# Parafia greckokatolicka Przemienienia Pańskiego w Płotach
Parafia greckokatolicka pw. Przemienienia Pańskiego w Płotach – parafia greckokatolicka w Płotach.. Parafia należy do eparchii wrocławsko-koszalińskiej i znajduje się na terenie dekanatu koszalińskiego. Administratorem parafii jest ks. Mykhailo Plets.

## Historia parafii
Parafia Greckokatolicka pw. Przemienienia Pańskiego funkcjonuje od 1985 r., księgi metrykalne są prowadzone od roku 1985.

## Świątynia parafialna
Nabożeństwa odbywają się w kościele rzymskokatolickim pw. Przemienienia Pańskiego.